# Sansevieria sambiranensis
Sansevieria sambiranensis är en sparrisväxtart som beskrevs av Joseph Marie Henry Alfred Perrier de la Bâthie. Sansevieria sambiranensis ingår i släktet bajonettliljor, och familjen sparrisväxter. Inga underarter finns listade i Catalogue of Life.